# Provincia de Huaytará
La provincia de Huaytará es una de las siete que conforman el departamento de Huancavelica, ubicado en la zona de los Andes centrales del Perú. Limita por el norte con la provincia de Castrovirreyna, la provincia de Huancavelica y la provincia de Angaraes; por el sur y por el este con el departamento de Ayacucho, y por el sur y por el oeste con el departamento de Ica.
Desde el punto de vista jerárquico de la Iglesia católica, forma parte de la diócesis de Huancavelica.

## Toponimia
El origen del nombre proviene de *wayta-ra-y, el cual es un híbrido quechua-aimara que significa 'lugar de muchas flores'.

## Historia
La provincia de Huaytará fue creada mediante Ley n.º 23934, del 26 de septiembre de 1984, en el segundo gobierno del presidente Fernando Belaúnde Terry. Hasta esa fecha, era un distrito que pertenecía a la provincia de Castrovirreyna.

## Geografía
La provincia tiene una extensión de 6458,39 km².

## División administrativa
La provincia se divide en dieciséis distritos:
1. Huaytará, creado en la época de la independencia; la Ley Regional n.º 228, de 16 de agosto de 1920, elevó a la categoría de ciudad al pueblo de su nombre, que es su capital.
2. Ayaví, creado por Ley n.º 9299, de 22 de enero de 1941.
3. Córdova, creado en la época de la independencia; la Ley Regional n.º 527, de 12 de septiembre de 1921, dio a su capital, el pueblo de su nombre, el título de villa.
4. Huayacundo-Arma, creado por Ley n.º 14009, de 9 de febrero de 1962.
5. Laramarca, creado por Ley n.º 9299, de 12 de enero de 1941.
6. Ocoyo, creado por Ley Regional n.º 344, de 6 de septiembre de 1920.
7. Pilpichaca, creado en la época de la independencia; la capital de este distrito fue trasladada del pueblo de su nombre al de Santa Ana, por Ley n.º 14150, de 22 de junio de 1962, y por Ley n.º 15369, de 8 de enero de 1965, se restituyó al pueblo de Pilpichaca su categoría de capital distrital.
8. Querco, creado por Ley n.º 10160, de 25 de julio de 1955.
9. Quito-Arma, creado por Ley n.º 12380, de 25 de julio de 1955.
10. San Antonio de Cusicancha, creado por Ley n.º 14102, de 14 de junio de 1962.
11. San Francisco de Sangayaico, creado por Ley n.º 12558, de 26 de enero de 1956.
12. San Isidro, creado por Ley n.º 12381, de 25 de julio de 1955; su capital es el pueblo de San Juan de Huirpacancha.
13. Santiago de Chocorvos, creado en la época de la independencia.
14. Santiago de Quirahuara, creado por Ley n.º 12559, de 26 de enero de 1956.
15. Santo Domingo de Capillas, creado por Ley n.º 12559, de 26 de enero de 1956.
16. Tambo, creado por Ley n.º 4207, de 12 de enero de 1921.

## Población
La provincia tiene una población aproximada de 23 247 habitantes (censo del INEI, 2007).

## Capital
La capital de esta provincia es la ciudad de Huaytará.

## Autoridades

### Regionales
- Consejero regional
  - 2019-2022:[4] Micaela Emperatriz Sotelo Berrocal (Movimiento Regional Ayni)

### Municipales
- 2019-2022[4]
  - Alcalde: Ricardo Yauricasa Flores, del Movimiento Regional Ayni.
  - Regidores:

  1. José Antonio Escobar Chuquihuaccha (Movimiento Regional Ayni)
  2. Cynthia Carolina Huamán Mitacc (Movimiento Regional Ayni)
  3. Pablo Genaro Huarcaya Licas (Movimiento Regional Ayni)
  4. Alicia Huincho de Soto (Movimiento Regional Ayni)
  5. Héctor Raúl Cervantes Huamaní (Movimiento Independiente Trabajando para Todos)

## Festividades
- Junio: San Juan
- Julio:
  - Virgen del Carmen
  - Santiago apóstol